# John Shimkus
John Mondy Shimkus (ur. 21 lutego 1958) – amerykański polityk, członek Partii Republikańskiej. Od 1997 jest przedstawicielem stanu Illinois do Izby Reprezentantów Stanów Zjednoczonych, najpierw do 2003 z dwudziestego (który uległ następnie likwidacji), następnie z dziewiętnastego (który uległ następnie likwidacji), a od 2013 z piętnastego okręgu wyborczego.

## Odznaczenia
- Ranger Tab
- Expert Infantryman Badge
- Army Airborne Basic Parachutist Badge
- Order Krzyża Ziemi Maryjnej II Klasy – Estonia, 2004
- Medal 100-lecia Białoruskiej Republiki Ludowej – Rada BRL, 2019[1]